# Berkakit
Berkakit (jakutisch und russisch Беркаки́т) ist eine Siedlung städtischen Typs in der Republik Sacha (Jakutien) in Russland mit 4291 Einwohnern (Stand 14. Oktober 2010).

## Geographie
Der Ort liegt etwa 670 km Luftlinie südsüdwestlich der Republikhauptstadt Jakutsk im südlichen Teil des Aldanhochlandes am namensgebenden Maly Berkakit (Kleinen Berkakit), einem rechten Zufluss des Aldan-Nebenflusses Tschulman.
Berkakit gehört zum Rajon Nerjungrinski und befindet sich etwa 10 km südlich von dessen Verwaltungszentrum Nerjungri. Die Siedlung ist Sitz und einzige Ortschaft der Stadtgemeinde (gorodskoje posselenije) Possjolok Berkakit.

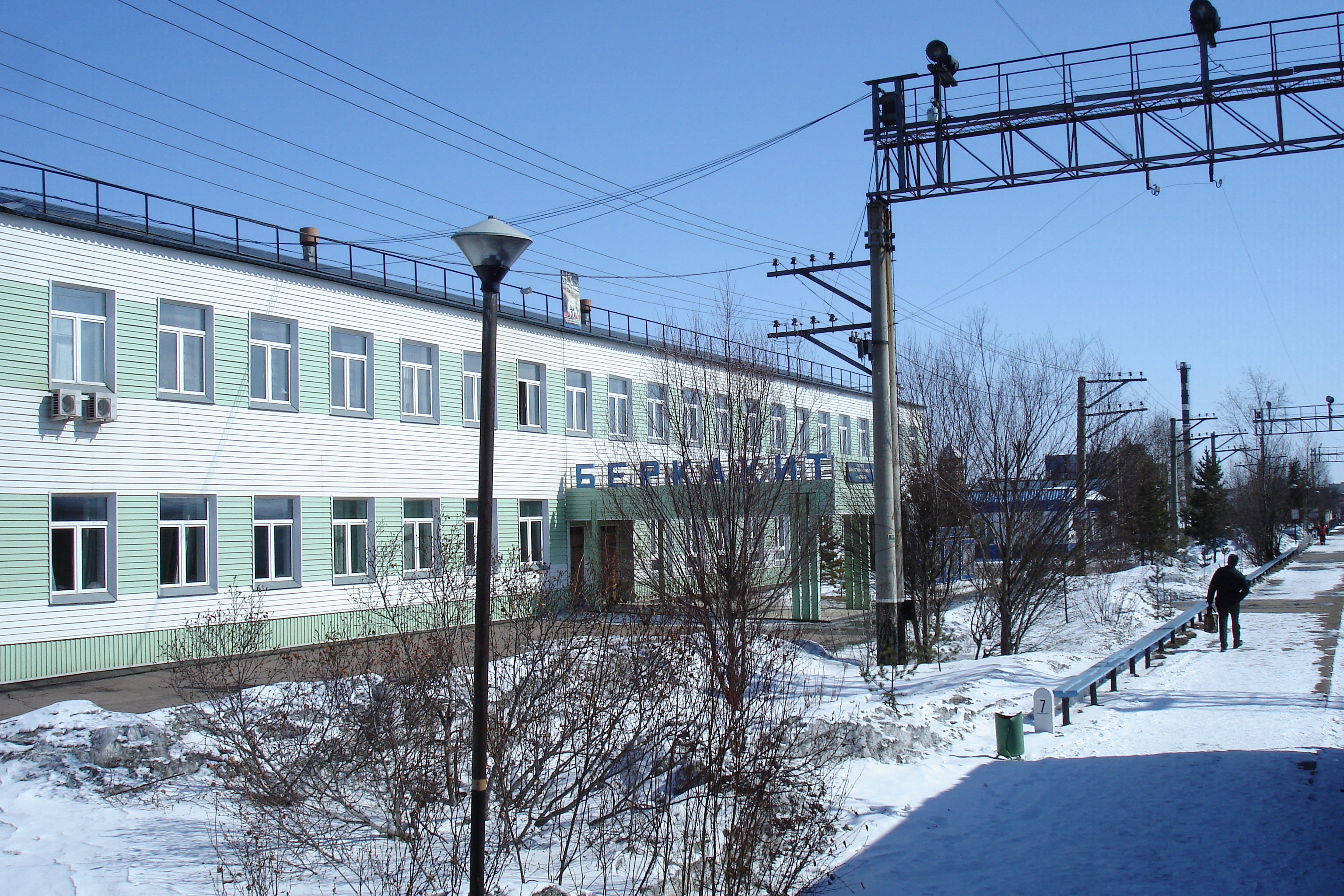
Bahnhof Berkakit
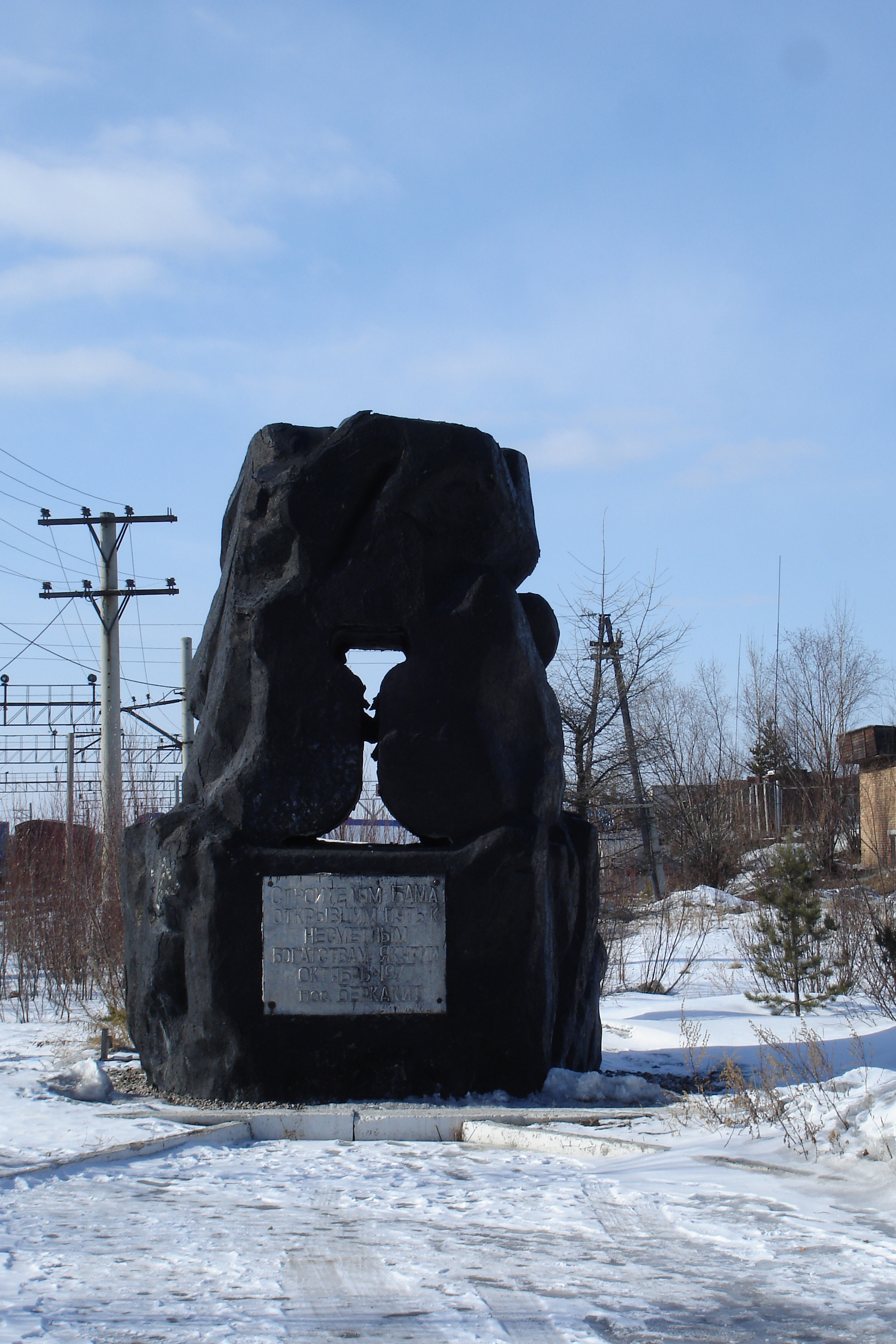
Denkmal für die Erbauer der BAM

## Geschichte
Die Siedlung wurde 1975 im Zusammenhang mit dem Bau der „Kleinen BAM“ Bamowskaja – Tynda – Nerjungri gegründet (heute Südabschnitt der Amur-Jakutischen Magistrale, AJaM). Seit 1977 besitzt Berkakit den Status einer Siedlung städtischen Typs.

### Bevölkerungsentwicklung
| Jahr | Einwohner |
| ---- | --------- |
| 1979 | 4599      |
| 1989 | 9031      |
| 2002 | 4925      |
| 2010 | 4291      |

Anmerkung: Volkszählungsdaten

## Verkehr
Berkakit liegt bei Streckenkilometer 430 (ab Skoworodino) der Amur-Jakutischen-Eisenbahnmagistrale (AJaM), die die Transsibirische Eisenbahn und die Baikal-Amur-Magistrale (BAM) mit Nischni Bestjach unweit der jakutischen Hauptstadt Jakutsk verbindet (zugleich Streckenkilometer 0 in Richtung Nischni Bestjach).
Östlich wird Berkakit von der Fernstraße A360 Lena (bisher M56, Nummer noch bis 2017 alternativ in Gebrauch) umgangen, die Newer an der Fernstraße Amur ebenfalls mit Nischni Bestjach verbindet.